# Alan Costa
Alan Henrique Costa (Araraquara, 30 ottobre 1990) è un calciatore brasiliano, difensore del Brasiliense.

## Carriera
Ha giocato nella massima serie brasiliana.
Il 18 settembre 2022 vince la Durand Cup 2022, segnando il gol vittoria in finale contro il Mumbai City.

## Statistiche

### Presenze e reti nei club
| Stagione         | Squadra          | Campionato       | Campionato | Campionato | Coppe nazionali | Coppe nazionali | Coppe nazionali | Coppe continentali | Coppe continentali | Coppe continentali | Altre coppe | Altre coppe | Altre coppe | Totale | Totale |
| Stagione         | Squadra          | Comp             | Pres       | Reti       | Comp            | Pres            | Reti            | Comp               | Pres               | Reti               | Comp        | Pres        | Reti        | Pres   | Reti   |
| ---------------- | ---------------- | ---------------- | ---------- | ---------- | --------------- | --------------- | --------------- | ------------------ | ------------------ | ------------------ | ----------- | ----------- | ----------- | ------ | ------ |
| gen.-set. 2020   | CSA              | B                | 6          | 1          | CB+CN           | 0+2             | 0               | -                  | -                  | -                  | -           | -           | -           | 8      | 1      |
| set.-dic. 2020   | Avaí             | B+CC             | 20+0       | 2+0        | CB              | -               | -               | -                  | -                  | -                  | -           | -           | -           | 20     | 2      |
| gen.-lug. 2021   | Avaí             | B+CC             | 7+0        | 1+0        | CB              | 2               | 0               | -                  | -                  | -                  | -           | -           | -           | 9      | 1      |
| lug.-ott.2021    | Bengaluru        | ISL              | -          | -          | -               | -               | -               | AFC Cup            | 4                  | 0                  | -           | -           | -           | 4      | 0      |
| 2021-2022        | Bengaluru        | ISL              | 18         | 2          | -               | -               | -               | -                  | -                  | -                  | DC          | -           | -           | 18     | 2      |
| 2022-mar.2023    | Bengaluru        | ISL              | 14+3       | 2          | SC              | -               | -               | -                  | -                  | -                  | DC          | 4           | 1           | 21     | 3      |
| Totale Bengaluru | Totale Bengaluru | Totale Bengaluru | 35         | 4          |                 | -               | -               |                    | 4                  | 0                  |             | 4           | 1           | 43     | 5      |
| mar.-lug. 2023   | Avaí             | B+CC             | 22+0       | 0+0        | CB              | 0               | 0               | -                  | -                  | -                  | -           | -           | -           | 22     | 0      |
| 2024             | Avaí             | B+CC             | 0+4        | 0+0        | CB              | 0               | 0               | -                  | -                  | -                  | -           | -           | -           | 4      | 0      |
| Totale Avaí      | Totale Avaí      | Totale Avaí      | 53         | 3          |                 | 2               | 0               |                    | -                  | -                  |             | -           | -           | 55     | 3      |
| Totale carriera  | Totale carriera  | Totale carriera  | 94         | 8          |                 | 4               | 0               |                    | 4                  | 0                  |             | 4           | 1           | 106    | 9      |

## Palmarès

### Club

#### Competizioni nazionali
- Durand Cup: 1

Bengaluru: 2022